# Carnival Freedom (schip, 2007)
De Carnival Freedom is een cruiseschip van Carnival Cruise Lines en is een schip uit de Conquestklasse. Het is het laatste schip dat voor deze klasse werd ontworpen. Een van de grootste troeven van het schip is het Seaside Theater bij het zwembad op het Lido deck. Het schip werd gebouwd door scheepsbouwer Fincantieri en voer voor het eerst op 5 maart 2007.

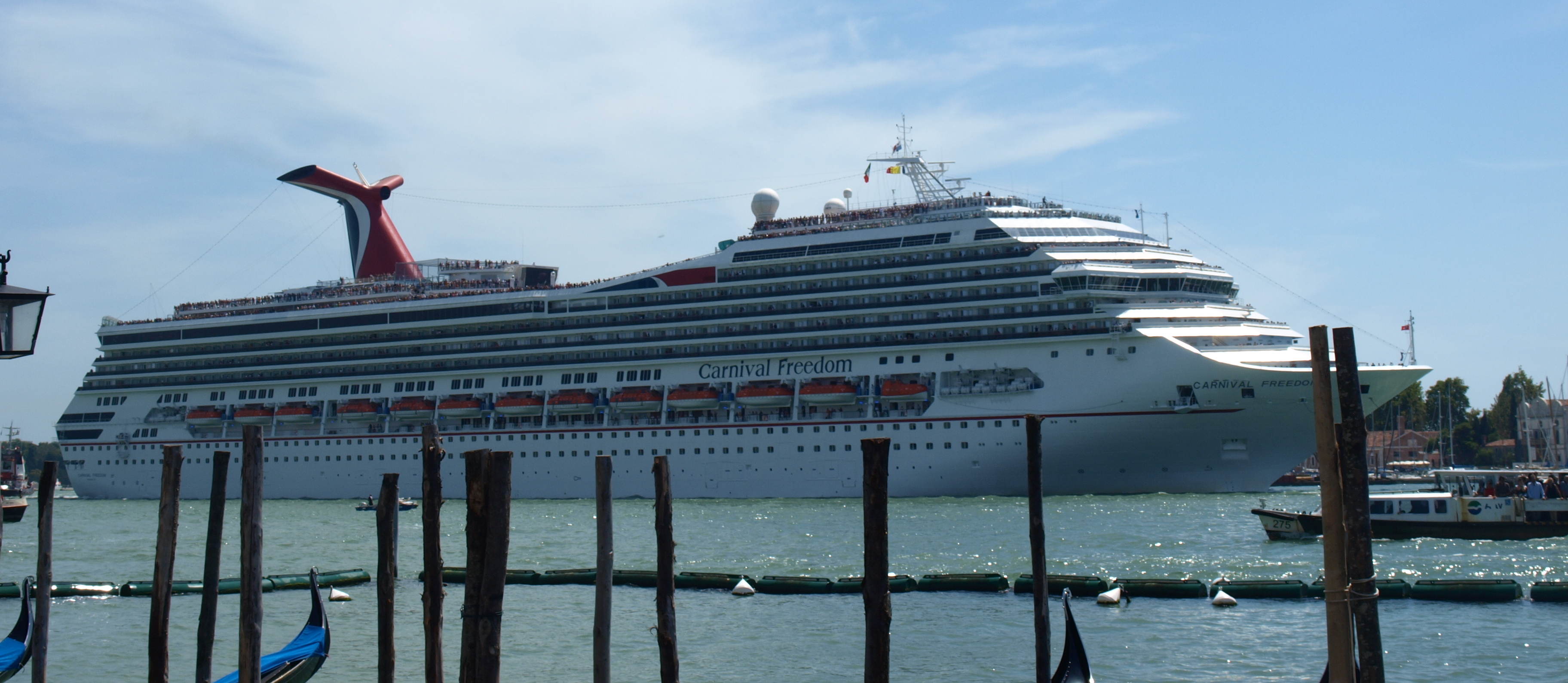
Carnival Freedom

## Afvaarten
De Freedom maakt normaal twee afvaarten vanaf haar thuishaven Civitavecchia, dicht bij Rome.
Stopplaatsen in de Middellandse Zee: Napels, Dubrovnik, Venetië, Messina, Barcelona, Cannes en Livorno.
Stopplaatsen in de Middellandse Zee en bij de Griekse eilanden: Napels, Marmaris, İzmir, Istanbul, Athene, Katakolon en Livorno.
In de herfst en de winter van 2007 maakte het schip afvaarten naar de Caraïbische Zee vanaf Miami, Florida. In de zomer van 2008 keerde het terug naar Europa en maakte het terug dezelfde afvaarten. In de herfst van 2008 maakte het opnieuw afvaarten naar de Caraïben, maar deze keer vanaf Everglades, Fort Lauderdale.